# Ил Буњо (Мантова)
Ил Буњо је насеље у Италији у округу Мантова, региону Ломбардија.
Према процени из 2011. у насељу је живело 34 становника. Насеље се налази на надморској висини од 19 м.